# 兼覧王
兼覧王（かねみおう／― のおおきみ、貞観8年（866年）？ - 承平2年（932年））は、平安時代前期の皇族・歌人。文徳天皇の皇孫で、弾正尹・惟喬親王の子。一説には上野太守・国康親王の子。官位は正四位下・宮内卿。中古三十六歌仙の一人。

## 経歴
光孝朝の仁和2年（886年）二世王（孫王）として従四位下に蔭叙され、宇多朝の寛平2年（890年）河内権守に任ぜられる。宇多天皇の親政（寛平の治）が始まると、寛平4年（892年）侍従となって帝側に仕え、次いで中務大輔や民部大輔を歴任した。
寛平9年（897年）醍醐天皇の即位後まもなく山城守として地方官に転じる。延喜6年（906年）正月に治国の功労によって従四位上に昇叙され、同年9月に大舎人頭に任ぜられ京官に復す。こののち、延喜11年（911年）神祇伯、延喜18年（918年）弾正大弼、延長3年（925年）宮内卿と、醍醐朝後半は京官を歴任した。またこの間の延長2年（924年）には正四位下へ昇叙されている。
承平2年（932年）に卒去。享年67か。

## 人物
歌人としては、亭子院歌合に出詠したほか、『古今和歌集』に5首、『後撰和歌集』に4首入集する。何れも技巧を凝らした興趣ある歌風だが、宮廷歌人の名声には及ばなかった。『古今集』には、紀貫之や凡河内躬恒が王との対面に感激し、贈答を交わしたことが見える。

## 逸事
昌泰元年（898年）10月に遊猟中の宇多上皇の宿所に献物を持参した際、上皇に挨拶せずに、献物の秣を庭中に積み上げるように置き並べた。王の非礼な行動に上皇が機嫌を損ね、困惑した侍臣らも沈黙する中、さらには秣を奪い取る者が現れ、それを追捕する騒動に発展した。一連の顛末を記録した紀長谷雄は騒動を招いた王を「無智」とまで評しているが、こうした宮廷秩序への認識の欠如は王に限らず、公務の慣行に疎かった当時の皇族の実情をよく示していよう。

## 官歴
注記の無いものは『古今和歌集目録』による。
- 仁和2年（886年） 正月7日[8]：従四位下（直叙）
- 寛平2年（890年） 2月：河内権守
- 寛平4年（892年） 日付不詳：侍従
- 寛平6年（894年） 8月：中務大輔
- 寛平9年（897年） 5月：民部大輔。7月17日：山城守[9]
- 延喜6年（906年） 正月7日：従四位上（治国）。9月17日[4]：大舎人頭
- 延喜11年（911年） 2月15日[4]：神祇伯
- 延喜18年（918年） 2月29日[4]：弾正大弼
- 延喜21年（921年） 正月30日[4]：兼大和権守
- 延長2年（924年） 正月7日：正四位下
- 延長3年（925年） 6月[10]：宮内卿
- 承平2年（932年） 日付不詳：卒去